# The Truth About Cats & Dogs
The Truth About Cats & Dogs  es una película estadounidense de 1996, dirigida por Michael Lehmann e interpretada por Janeane Garofalo, Uma Thurman, Ben Chaplin y Jamie Foxx en los papeles principales.

## Argumento
Abby Barnes (Janeane Garofalo) es una veterinaria que conduce un programa en una emisora de radio de Los Ángeles llamado "La verdad sobre perros y gatos". Abby establece una inesperada amistad con su vecina Noelle Slusarsky (Uma Thurman) una atractiva modelo, que es simpática pero no demasiado inteligente. Cuando Abby concierta una cita a ciegas con Brian (Ben Chaplin), un oyente de su programa, su inseguridad con su propia apariencia, le lleva a convencer a Noelle para que la sustituya en la cita. Desafortunadamente ambas mujeres empiezan a competir por él, produciéndose una serie de graciosos malentendidos que hacen que un engaño involuntario se haga cada vez más grande.

## Reparto
- Uma Thurman como Noëlle Slusarsky
- Janeane Garofalo como Abby Barnes
- Ben Chaplin como Brian
- Jamie Foxx como Ed
- James McCaffrey como Roy
- Richard Coca como Eric
- Stanley DeSantis como Mario
- Bob Odenkirk como librero
- David Cross como hombre que llama a la de radio
- Mary Lynn Rajskub como mujer que llama a la de radio

## Comentarios
Aunque la acción se ha trasladado a la época actual y se han invertido el género de los personajes, el argumento sigue la historia de Cyrano de Bergerac.
El título de la película nos sugiere la eterna lucha entre hombre y mujeres en las relaciones amorosas.
Aunque la película tuvo un decente éxito comercial, Janeane Garofalo estaba descontenta con ella, ya que la consideraba "anti-feminista".
- Datos: Q1880307